# Lukas Koch
Lukas Koch (* 30. Dezember 1980 in Oschatz) ist ein deutscher Fernsehmoderator.

## Leben
Koch wurde 1980 in Oschatz geboren; er hat zwei ältere Schwestern. Im Alter von 15 Jahre zog er nach Leipzig. Er wurde Ende 2000 beim Leipziger Konzert Gesicht zeigen gegen Gewalt!, bei dem er backstage arbeitete, von einer Agentur entdeckt und zu Probeaufnahmen nach Köln eingeladen. Kurz darauf erhielt er seinen ersten Moderationsjob beim Sender VIVA.
Von 2000 bis 2002 moderierte Koch auf VIVA die Shows Voll VIVA, Was geht ab?, Chartsurfer, Top100, Interaktiv, Nachtaktiv und Neu bei VIVA. Von 2002 bis 2009 gehörte er zum Moderatorenteam des KiKA, wo er unter anderem Kikania, KIKA Live, vier Staffeln Platz für Helden sowie mehrere Konzerte – unter anderem Live vom Brandenburger Tor und Die Große Kika Show – moderierte.
Ab August 2009 moderierte Koch beim Kulturkanal 3sat das Magazin Neues (Grimme-Preis) und mehrere Festivals live. Von 2011 bis 2013 war er für ZDFkultur tätig, wo er das Popkulturmagazin Der Marker (nominiert für den Grimme-Preis 2012), Pixelmacher und den Festivalsommer moderierte.

## Moderation
- 2000–2002: Interaktiv, Nachtexpress, Was geht ab, Top 100, Specials (VIVA)
- 2002–2009: Kikania, Kika Live, Kika Spezial, KiKa Europashow, Fortsetzung folgt, Platz für Helden, Kummerkasten (Kika)
- 2005: Langer Samstag (MDR)
- 2009: neues und Berlin Festival (3sat)
- 2010–2011: Redaktion Wissenschaft 3sat und Neuentwicklung ZDFkultur
- 2011–2013: Der Marker, Pixelmacher, Festivalsommer, Melt Festival, OmasTeich, Berlin Festival u. a. (ZDFkultur)